# Peru na Letnich Igrzyskach Olimpijskich Młodzieży 2010
Peru na Letnich Igrzyskach Olimpijskich Młodzieży w Singapurze w 2010 reprezentowało 26 sportowców w 10 dyscyplinach.

## Skład kadry

### Badminton
Chłopcy
| Zawodnik   | Konkurencja             | Faza grupowa                    | Faza grupowa               | Faza grupowa                     | Faza grupowa | Faza główna            | Faza główna            | Faza główna            | Faza główna |
| Zawodnik   | Konkurencja             | Mecz 1                          | Mecz 2                     | Mecz 3                           | Poz.         | Ćwierćfinał            | Półfinał               | Finał                  | Poz.        |
| ---------- | ----------------------- | ------------------------------- | -------------------------- | -------------------------------- | ------------ | ---------------------- | ---------------------- | ---------------------- | ----------- |
| Mario Cuba | gra pojedyncza chłopców | Richardson W 2-0 (21-13, 21-18) | Huang L 0-2 (15-21, 10-21) | Bhamidipati L 0-2 (12-21, 12-21) | 3            | nie zakwalifikował się | nie zakwalifikował się | nie zakwalifikował się |             |

Dziewczęta
| Zawodnik         | Konkurencja              | Faza grupowa             | Faza grupowa                | Faza grupowa                      | Faza grupowa | Faza główna            | Faza główna            | Faza główna            | Faza główna |
| Zawodnik         | Konkurencja              | Mecz 1                   | Mecz 2                      | Mecz 3                            | Poz.         | Ćwierćfinał            | Półfinał               | Finał                  | Poz.        |
| ---------------- | ------------------------ | ------------------------ | --------------------------- | --------------------------------- | ------------ | ---------------------- | ---------------------- | ---------------------- | ----------- |
| Katherine Winder | gra pojedyncza dziewcząt | Deng L 0-2 (12-21, 5-21) | Suwarno L 0-2 (9-21, 12-21) | Cheng W 2-1 (21-16, 19-21, 21-10) | 3            | nie zakwalifikował się | nie zakwalifikował się | nie zakwalifikował się |             |

### Judo
Indywidualnie
| Zawodnik   | Konkurencja | Runda 1          | Runda 2          | Runda 3          | Półfinały        | Finał                               | Poz. |
| Zawodnik   | Konkurencja | Przeciwnik Wynik | Przeciwnik Wynik | Przeciwnik Wynik | Przeciwnik Wynik | Przeciwnik Wynik                    | Poz. |
| ---------- | ----------- | ---------------- | ---------------- | ---------------- | ---------------- | ----------------------------------- | ---- |
| Lesly Cano | -44 kg      | BYE              | Thakur W 020-000 |                  | \|Bae L 000-100  | Mecz o 3. miejsce Valnova L 000-001 | 5    |

Zespołowo
| Zawodnik | Konkurencja      | Runda 1          | Runda 2          | Półfinały        | Finał            | Poz. |
| Zawodnik | Konkurencja      | Przeciwnik Wynik | Przeciwnik Wynik | Przeciwnik Wynik | Przeciwnik Wynik | Poz. |
| --- | ---------------- | ---------------- | ---------------- | ---------------- | ---------------- | ---- |
| Essen Lesly Cano Pedro Rivadulla Andrea Krisandova Kairat Agibayev Daryl Lokuku Ngambomo Miku Tashiro Alex Maxell Garcia Mendoza | zespoły mieszane | Munich W 4-3     | Chiba W 5-2      | Cairo W 5-2      | Belgrade W 6-1   |      |

### Lekkoatletyka

#### Dziewczęta
| Zawodnik        | Konkurencja         | Kwalifikacje | Kwalifikacje | Finał    | Finał |
| Zawodnik        | Konkurencja         | Wynik        | Poz.         | Wynik    | Poz.  |
| --------------- | ------------------- | ------------ | ------------ | -------- | ----- |
| Charo Inga      | bieg na 3000 metrów | DSQ qB       | DSQ qB       | DNS      | DNS   |
| Kimberly Garcia | chód na 5000 m      |              |              | 23:17.04 | 7     |

### Pływanie
| Zawodnik         | Konkurencja        | Kwalifikacje | Kwalifikacje | Półfinał               | Półfinał               | Finał                   | Finał                   |
| Zawodnik         | Konkurencja        | Czas         | Poz.         | Czas                   | Poz.                   | Czas                    | Poz.                    |
| ---------------- | ------------------ | ------------ | ------------ | ---------------------- | ---------------------- | ----------------------- | ----------------------- |
| Sebastian Arispe | 100 m st. dowolnym | 52.27        | 22           | nie zakwalifikował się | nie zakwalifikował się | nie zakwalifikował się  | nie zakwalifikował się  |
| Sebastian Arispe | 200 m st. dowolnym | 1:55.95      | 25           |                        |                        | nie zakwalifikował się  | nie zakwalifikował się  |
| Sebastian Arispe | 400 m st. dowolnym | 4:06.82      | 19           |                        |                        | nie zakwalifikował się  | nie zakwalifikował się  |
| Kaori Miyahara   | 200 m st. dowolnym | 2:09.15      | 27           |                        |                        | nie zakwalifikowała się | nie zakwalifikowała się |
| Kaori Miyahara   | 400 m st. dowolnym | 4:29.27      | 17           |                        |                        | nie zakwalifikowała się | nie zakwalifikowała się |
| Andrea Cedron    | 200 m st. dowolnym | 2:09.59      | 29           |                        |                        | nie zakwalifikowała się | nie zakwalifikowała się |
| Andrea Cedron    | 400 m st. dowolnym | 4:27.26      | 14           |                        |                        | nie zakwalifikowała się | nie zakwalifikowała się |

### Podnoszenie ciężarów
| Zawodnik            | Konkurencja | Snatch | Clean & Jerk | Total | Poz. |
| ------------------- | ----------- | ------ | ------------ | ----- | ---- |
| Silvana Saldarriaga | -58kg       | 65     | 93           | 158   | 5    |

### Siatkówka
| Lista zawodników | Konkurencja         | Eliminacje | Eliminacje | Półfinał | Finał | Poz. |
| Lista zawodników | Konkurencja         | Grupa A    | Poz.       | Półfinał | Finał | Poz. |
| --- | ------------------- | ---------- | ---------- | -------- | ----- | ---- |
| Clarivet Yllescas (C) Brenda Daniela Uribe Maria de Fatima Acosta Diana Gonzales Alexandra Muñoz Cary Vasquez Grecia Herrada Katerinne Olemar Lisset Sosa Sandra Chumacero Raffaella Camet Vivian Baella | siatkówka dziewcząt | W 3-0      | 1          | L 1-3    | W 3-1 |      |
| Clarivet Yllescas (C) Brenda Daniela Uribe Maria de Fatima Acosta Diana Gonzales Alexandra Muñoz Cary Vasquez Grecia Herrada Katerinne Olemar Lisset Sosa Sandra Chumacero Raffaella Camet Vivian Baella | siatkówka dziewcząt | W' 3-0     | 1          | L 1-3    | W 3-1 |      |

### Taekwondo
| Zawodnik         | Konkurencja | Ćwierćfinał         | Półfinał               | Finał                  | Poz. |
| ---------------- | ----------- | ------------------- | ---------------------- | ---------------------- | ---- |
| Christian Ocampo | +73kg       | Stefan Bozalo L 0-8 | nie zakwalifikował się | nie zakwalifikował się | 5    |

### Tenis
Singiel
| Zawodnik       | Konkurencja             | Runda 1                | Runda 2                    | Ćwierćfinały           | Półfinały              | Finał                  | Poz. |
| -------------- | ----------------------- | ---------------------- | -------------------------- | ---------------------- | ---------------------- | ---------------------- | ---- |
| Duilio Beretta | gra pojedyncza chłopców | Triki W 2-0 (6-4, 6-4) | Morrissey L 0-2 (2-6, 6-7) | nie zakwalifikował się | nie zakwalifikował się | nie zakwalifikował się |      |

Debel
| Zawodnik                            | Konkurencja           | Runda 1                        | Ćwierćfinały            | Półfinały               | Finał                   | Poz. |
| ----------------------------------- | --------------------- | ------------------------------ | ----------------------- | ----------------------- | ----------------------- | ---- |
| Duilio Beretta Juan Sebastián Gómez | gra podwójna chłopców | Acosta Quiroz L 0-2 (0-6, 6-7) | nie zakwalifikowali się | nie zakwalifikowali się | nie zakwalifikowali się |      |

### Zapasy
Styl wolny
| Zawodnik      | Konkurencja | Kwalifikacje        | Kwalifikacje | Finał                                     | Poz. |
| Zawodnik      | Konkurencja | Grupa               | Poz.         | Finał                                     | Poz. |
| ------------- | ----------- | ------------------- | ------------ | ----------------------------------------- | ---- |
| Robinson Rios | -46kg       | Davila L Fall (0–7) | 3            | Mecz o 5. miejsce Abdelnaeem L Fall (6–5) | 6    |
| Robinson Rios | -46kg       | Sheikh L Fall (2–7) | 3            | Mecz o 5. miejsce Abdelnaeem L Fall (6–5) | 6    |

### Żeglarstwo
Windsurfing
| Zawodnik       | konkurencja | Wyścig | Wyścig | Wyścig | Wyścig | Wyścig | Wyścig | Wyścig | Wyścig | Wyścig | Wyścig | Wyścig | Pkt | Poz. |
| Zawodnik       | konkurencja | 1      | 2      | 3      | 4      | 5      | 6      | 7      | 8      | 9      | 10     | M*     | Pkt | Poz. |
| -------------- | ----------- | ------ | ------ | ------ | ------ | ------ | ------ | ------ | ------ | ------ | ------ | ------ | --- | ---- |
| Matias Canseco | Techno 293  | 17     | 12     | 19     | 15     | 15     | 15     | 13     | 18     | 15     | 17     | 17     | 154 | 16   |
| Josefina Roder | Techno 293  | 18     | 18     | 18     | 18     | 17     | DNF    | 18     | 17     | 15     | 15     | 15     | 169 | 18   |